# هامری (ناحیه کلاتووی)
هامری (به چکی: Hamry) یک منطقهٔ مسکونی در جمهوری چک است که در ناحیه کلاتووی واقع شده‌است. هامری ۳۶٫۸۷ کیلومتر مربع مساحت و ۱۱۶ نفر جمعیت دارد و ۵۶۰ متر بالاتر از سطح دریا واقع شده‌است.